# Daniel-Louis Moulias
Daniel-Louis Moulias, francoski general, * 1895, † 1983.